# Acalypha elliptica
Acalypha elliptica är en törelväxtart som beskrevs av Olof Swartz. Acalypha elliptica ingår i släktet akalyfor, och familjen törelväxter. Inga underarter finns listade i Catalogue of Life.